# Élections municipales de 2025 à Gatineau
Les élections municipales de 2025 à Gatineau se dérouleront le 2 novembre 2025, dans le cadre des élections municipales québécoises de 2025.
Ces élections surviennent 18 mois après les élections partielles de juin 2024, déclenchées à la suite de la démission de la mairesse France Bélisle, et remportées par Maude Marquis-Bissonnette, candidate d'Action Gatineau.

## Contexte
Lors des élections municipales de novembre 2021, France Bélisle, candidate indépendante à la mairie de Gatineau, défait Maude Marquis-Bissonnette, la candidate d'Action Gatineau, le parti du maire sortant, Maxime Pedneaud-Jobin. Elle devient ainsi la première femme à occuper cette fonction. Son mandat est marqué par des difficultés à maintenir des alliances durables au sein du conseil municipal, composé de huit élus d'Action Gatineau et de douze indépendants. Le 22 février 2024, elle annonce sa démission en conférence de presse, affirmant vouloir « préserver sa santé » et son « intégrité » en quittant un contexte politique qu'elle qualifie d'« hostile ». Par conséquent, le conseiller du district du Versant, Daniel Champagne, assume dès lors le rôle de maire par intérim. Cette décision de France Bélisle s'inscrit dans une tendance plus large observée à l’échelle municipale au Québec, où près d’un élu sur dix a quitté ses fonctions depuis les élections de 2021, selon Élections Québec.

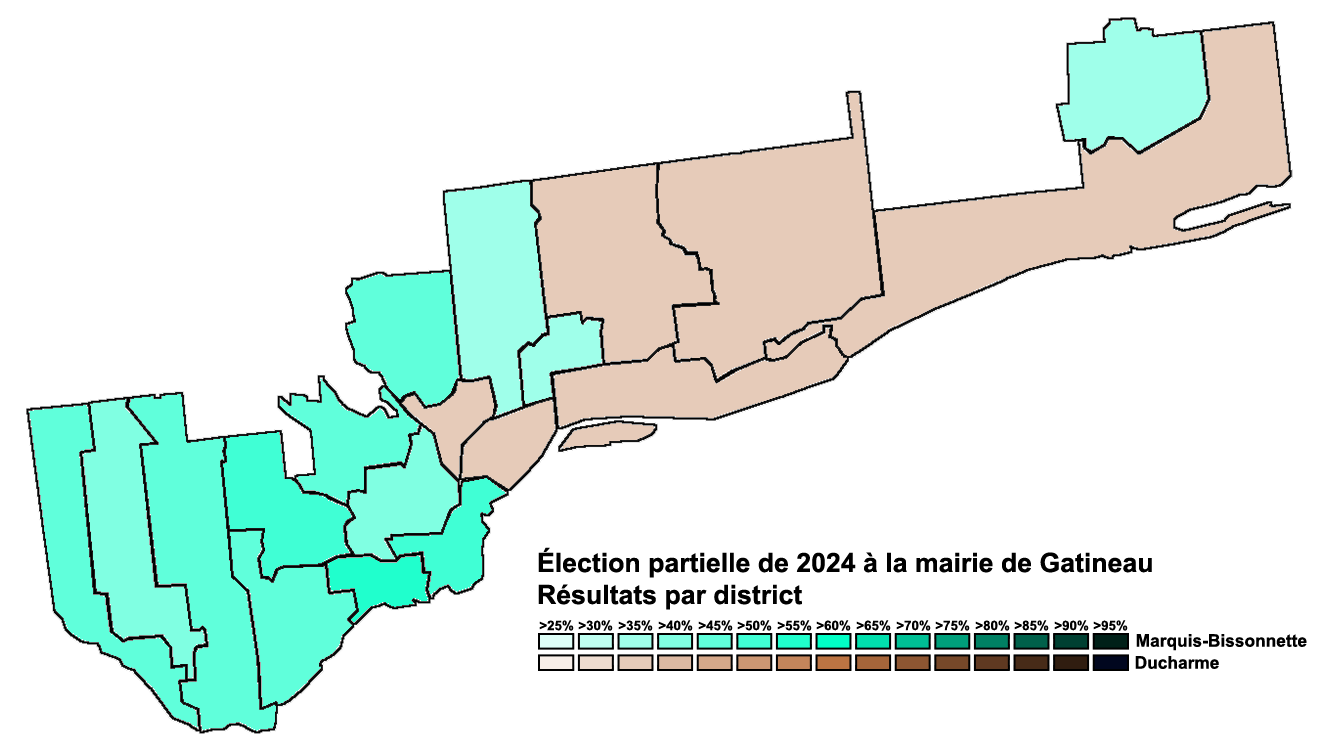
Résultats par district de l'élection partielle de 2024 à la mairie.

À la suite de la démission de France Bélisle, une élection partielle à la mairie est déclenchée. Elle oppose Maude Marquis-Bissonnette, de nouveau à la tête d'Action Gatineau, et six candidats indépendants, dont Yves Ducharme, ancien maire de Hull (1992-2001) et de Gatineau (2002-2005), ainsi qu'Olive Kamanyana, conseillère municipale du district du Carrefour-de-l'Hôpital depuis 2021. Une élection est donc aussi organisée dans ce district à la même date, soit le 9 juin 2024. L'élection à la mairie est remportée par Maude Marquis-Bissonnette, devançant Yves Ducharme et Olive Kamanyana, qui terminent respectivement en deuxième et troisième place. Dans le district du Carrefour-de-l’Hôpital, la candidate d’Action Gatineau, Catherine Craig-St-Louis, est élue. Le parti accroît donc sa représentation au conseil municipal, passant de huit à dix des vingt sièges.
Pendant plus d'une décennie, le paysage politique de Gatineau ne compte qu'un seul parti politique, Action Gatineau, fondé en juin 2012. Dirigé par Maxime Pedneaud-Jobin, maire de 2013 à 2021, le parti demeure toutefois minoritaire au conseil municipal. Plusieurs élus ou candidats envisagent à divers moments la création d’un second parti, notamment Clément Bélanger, candidat à la mairie en 2017, en 2018, ou Audrey Bureau, conseillère du district d’Aylmer de 2017 à 2021, en 2024, mais renoncent à le faire,. À l'hiver 2025, deux formations sont en cours de création : Équipe Mario Aubé, fondée par Mario Aubé, le conseiller du district de Masson-Angers depuis 2021, et la Coalition gatinoise pour les conseils d'arrondissement, portée par Steven Boivin et Edmond Leclerc, conseillers respectifs des districts d’Aylmer et de Buckingham depuis 2021. Cette dernière initiative est toutefois abandonnée à la suite de l'annonce en avril 2025 du départ de Steven Boivin au terme de son mandat.

## Mairie

### Candidats déclarés

#### Mario Aubé
Mario Aubé est le conseiller municipal sortant du district de Masson-Angers, en poste depuis 2021. Avant d'être élu, il est journaliste, couvrant l'actualité régionale à plusieurs stations de radio. Après la démission de France Bélisle en février 2024, il songe à briguer la mairie, avant de se désister pour appuyer la candidature d'Yves Ducharme. Insatisfait du budget adopté par le conseil municipal pour l'année 2025, il annonce sa candidature à la mairie le 7 novembre 2024, sans préciser s'il se présente à titre d'indépendant ou sous la bannière d'un nouveau parti politique. Le 25 novembre suivant, il confirme la création de sa formation politique,  l'Équipe Mario Aubé.

#### Maude Marquis-Bissonnette
Maude Marquis-Bissonnette est la conseillère municipale du district du Plateau à Gatineau de 2017 à 2021. Candidate à la mairie pour Action Gatineau en 2021, elle termine deuxième derrière l’indépendante France Bélisle. Elle quitte la chefferie du parti en décembre 2021 pour compléter un doctorat en politiques publiques à l'Université Carleton,. À la suite du déclenchement de l'élection partielle en février 2024, elle se présente de nouveau à la mairie sous la bannière d’Action Gatineau, axant sa campagne sur le projet de tramway, le logement et la revitalisation du centre-ville. Le jour du scrutin, elle arrive en tête, récoltant 41 % des voix exprimées. Lors du congrès annuel d'Action Gatineau, elle obtient un taux de confiance de 98,9 % et est confirmée comme candidate du parti pour l'élection de novembre 2025.

### Candidats retirés
Olive Kamanyana est gestionnaire au gouvernement fédéral. Candidate de la Coalition avenir Québec dans la circonscription de Pontiac lors des élections générales de 2018, elle est élue en 2021 conseillère municipale de Gatineau pour le district du Carrefour-de-l'Hôpital, poste qu'elle occupe jusqu’en 2024. Elle démissionne alors pour se présenter comme candidate indépendante à la mairie lors de l'élection partielle de 2024, où elle termine à la troisième position, derrière Maude Marquis-Bissonnette et Yves Ducharme. Le 11 avril 2025, elle annonce son intention de briguer à nouveau la mairie comme indépendante lors des élections de novembre 2025. Trois mois plus tard, le 10 juillet 2025, elle retire sa candidature.

### Résultats
| | Équipe Mario Aubé | Mario Aubé                           |  |  |  |  |
| | Action Gatineau   | Maude Marquis-Bissonnette (sortante) |  |  |  |  |
| |                   |                                      |  |  |  |  |
| Bulletins valides |                   |                                      |  |  |  |  |
| Bulletins rejetés, non marqués et refusés |                   |                                      |  |  |  |  |
| Taux de participation |                   |                                      |  |  |  |  |
| Nombre total d'électeurs admissibles |                   |                                      |  |  |  |  |
| Note : Les couleurs attribuées à chacun des candidats, sauf s'ils sont affiliés à un parti, sont basées sur la couleur dominante utilisée dans leur matériel de campagne (affiches, documentation, etc.) ou dans les graphiques de sondage, et servent à les différencier visuellement. |                   |                                      |  |  |  |  |
| Sources : |                   |                                      |  |  |  |  |

## Conseil municipal

### Résumé
| Partis                                    | Partis                               | Voix | %   | +/- | Sièges | +/- |
| ----------------------------------------- | ------------------------------------ | ---- | --- | --- | ------ | --- |
|                                           | Action Gatineau                      |      |     |     |        |     |
|                                           | Équipe Mario Aubé                    |      |     | Nv. |        |     |
|                                           | Indépendants                         |      |     | -   |        | -   |
|                                           |                                      |      |     |     |        |     |
| Bulletins valides                         |                                      |      |     |     |        |     |
| Bulletins rejetés, non marqués et refusés |                                      |      |     |     |        |     |
| Abstentions                               |                                      |      |     |     |        |     |
| Taux de participation                     |                                      |      |     |     |        |     |
| Nombre total d'électeurs admissibles      | Nombre total d'électeurs admissibles |      | 100 | -   | 19     | -   |

### Résultats par district

#### District d'Aylmer (1)
Le conseiller sortant du district d'Aylmer, Steven Boivin, est élu en 2021 comme indépendant avec 56,59 % des voix.  Au cours de son mandat, il songe à fonder un parti politique axé sur la création de conseils d’arrondissement avec le conseiller du district de Buckingham, Edmond Leclerc, mais décide finalement de quitter la vie politique à la fin de son mandat,. Le candidat de l'Équipe Mario Aubé est Guillaume Gaboury, entrepreneur immobilier, tandis que Vincent Roy, gestionnaire en développement économique, est choisi comme candidat d'Action Gatineau.
| | Équipe Mario Aubé | Guillaume Gaboury |  |  |  |  |
| | Action Gatineau   | Vincent Roy       |  |  |  |  |
| |                   |                   |  |  |  |  |
| Bulletins valides |                   |                   |  |  |  |  |
| Bulletins rejetés, non marqués et refusés |                   |                   |  |  |  |  |
| Taux de participation |                   |                   |  |  |  |  |
| Nombre total d'électeurs admissibles |                   |                   |  |  |  |  |
| Note : Les couleurs attribuées à chacun des candidats, sauf s'ils sont affiliés à un parti, sont basées sur la couleur dominante utilisée dans leur matériel de campagne (affiches, documentation, etc.) ou dans les graphiques de sondage, et servent à les différencier visuellement. |                   |                   |  |  |  |  |
| Sources : |                   |                   |  |  |  |  |

#### District de Lucerne (2)
Le conseiller sortant du district de Lucerne, Gilles Chagnon, est réélu en 2021 comme indépendant avec 67,39 % des voix. Il ne sollicite pas de troisième mandat et donne son appui à l'Équipe Mario Aubé. Sonia Ben-Arfa, organisatrice communautaire, est choisie comme candidate d'Action Gatineau, tandis que Michel Lamirande, analyste à la Banque royale du Canada, est le candidat de l'Équipe Mario Aubé.
| | Action Gatineau   | Sonia Ben-Arfa   |  |  |  |  |
| | Équipe Mario Aubé | Michel Lamirance |  |  |  |  |
| |                   |                  |  |  |  |  |
| Bulletins valides |                   |                  |  |  |  |  |
| Bulletins rejetés, non marqués et refusés |                   |                  |  |  |  |  |
| Taux de participation |                   |                  |  |  |  |  |
| Nombre total d'électeurs admissibles |                   |                  |  |  |  |  |
| Note : Les couleurs attribuées à chacun des candidats, sauf s'ils sont affiliés à un parti, sont basées sur la couleur dominante utilisée dans leur matériel de campagne (affiches, documentation, etc.) ou dans les graphiques de sondage, et servent à les différencier visuellement. |                   |                  |  |  |  |  |
| Sources : |                   |                  |  |  |  |  |

#### District de Deschênes (3)
La conseillère sortante du district de Deschênes est Caroline Murray, journaliste de formation. Élue en 2021 sous la bannière d'Action Gatineau avec 54,92 % des voix, elle sollicite un second mandat.
| | Action Gatineau | Caroline Murray (sortante) |  |  |  |  |
| |                 |                            |  |  |  |  |
| |                 |                            |  |  |  |  |
| Bulletins valides |                 |                            |  |  |  |  |
| Bulletins rejetés, non marqués et refusés |                 |                            |  |  |  |  |
| Taux de participation |                 |                            |  |  |  |  |
| Nombre total d'électeurs admissibles |                 |                            |  |  |  |  |
| Note : Les couleurs attribuées à chacun des candidats, sauf s'ils sont affiliés à un parti, sont basées sur la couleur dominante utilisée dans leur matériel de campagne (affiches, documentation, etc.) ou dans les graphiques de sondage, et servent à les différencier visuellement. |                 |                            |  |  |  |  |
| Sources : |                 |                            |  |  |  |  |

#### District du Plateau (4)
La conseillère sortante du district du Plateau est Bettyna Belizaire, directrice dans le milieu communautaire. Élue en 2021 sous la bannière d'Action Gatineau avec 61,42 % des voix, elle sollicite un deuxième mandat. Le candidat de l'Équipe Mario Aubé est Shomba Lomami, agent de relations humaines et juriste de formation.
| | Action Gatineau   | Bettyna Belizaire (sortante) |  |  |  |  |
| | Équipe Mario Aubé | Shomba Lomami                |  |  |  |  |
| |                   |                              |  |  |  |  |
| Bulletins valides |                   |                              |  |  |  |  |
| Bulletins rejetés, non marqués et refusés |                   |                              |  |  |  |  |
| Taux de participation |                   |                              |  |  |  |  |
| Nombre total d'électeurs admissibles |                   |                              |  |  |  |  |
| Note : Les couleurs attribuées à chacun des candidats, sauf s'ils sont affiliés à un parti, sont basées sur la couleur dominante utilisée dans leur matériel de campagne (affiches, documentation, etc.) ou dans les graphiques de sondage, et servent à les différencier visuellement. |                   |                              |  |  |  |  |
| Sources : |                   |                              |  |  |  |  |

#### District de Mitigomijokan (5)
La conseillère sortante du district de Mitigomijokan, Anik Des Marais, élue en 2021 sous la bannière d'Action Gatineau avec 40,49 % des voix, ne sollicite pas de deuxième mandat. Rachel Deslaurier, gestionnaire en développement municipal durable, est choisie comme candidate d'Action Gatineau dans le district.
| | Action Gatineau | Rachel Deslauriers |  |  |  |  |
| |                 |                    |  |  |  |  |
| |                 |                    |  |  |  |  |
| Bulletins valides |                 |                    |  |  |  |  |
| Bulletins rejetés, non marqués et refusés |                 |                    |  |  |  |  |
| Taux de participation |                 |                    |  |  |  |  |
| Nombre total d'électeurs admissibles |                 |                    |  |  |  |  |
| Note : Les couleurs attribuées à chacun des candidats, sauf s'ils sont affiliés à un parti, sont basées sur la couleur dominante utilisée dans leur matériel de campagne (affiches, documentation, etc.) ou dans les graphiques de sondage, et servent à les différencier visuellement. |                 |                    |  |  |  |  |
| Sources : |                 |                    |  |  |  |  |

#### District du Manoir-des-Trembles–Val-Tétreau (6)
Le conseiller sortant du district du Manoir-des-Trembles–Val-Tétreau, Jocelyn Blondin est réélu en 2021 comme indépendant avec 55,3 % des voix. Ne sollicitant pas de quatrième mandat, il appuie le candidat d'Équipe Mario Aubé, Joseph Soares, pour lui succéder,. Ce dernier annonce toutefois son retrait de l'élection le 7 juin 2025. Serge Cazelais, historien de formation et chroniqueur radio, est choisi pour le remplacer. Face à lui, Adrian Corbo, enseignant d'anglais au primaire, se présente pour Action Gatineau.
| | Équipe Mario Aubé | Serge Cazelais |  |  |  |  |
| | Action Gatineau   | Adrian Corbo   |  |  |  |  |
| |                   |                |  |  |  |  |
| Bulletins valides |                   |                |  |  |  |  |
| Bulletins rejetés, non marqués et refusés |                   |                |  |  |  |  |
| Taux de participation |                   |                |  |  |  |  |
| Nombre total d'électeurs admissibles |                   |                |  |  |  |  |
| Note : Les couleurs attribuées à chacun des candidats, sauf s'ils sont affiliés à un parti, sont basées sur la couleur dominante utilisée dans leur matériel de campagne (affiches, documentation, etc.) ou dans les graphiques de sondage, et servent à les différencier visuellement. |                   |                |  |  |  |  |
| Sources : |                   |                |  |  |  |  |

#### District de Hull–Wright (7)
Le conseiller sortant du district de Hull–Wright, Steve Moran, élu en 2021 sous la bannière d'Action Gatineau avec 48,57 % des voix, sollicite un deuxième mandat.
| | Action Gatineau | Steve Moran (sortant) |  |  |  |  |
| |                 |                       |  |  |  |  |
| |                 |                       |  |  |  |  |
| Bulletins valides |                 |                       |  |  |  |  |
| Bulletins rejetés, non marqués et refusés |                 |                       |  |  |  |  |
| Taux de participation |                 |                       |  |  |  |  |
| Nombre total d'électeurs admissibles |                 |                       |  |  |  |  |
| Note : Les couleurs attribuées à chacun des candidats, sauf s'ils sont affiliés à un parti, sont basées sur la couleur dominante utilisée dans leur matériel de campagne (affiches, documentation, etc.) ou dans les graphiques de sondage, et servent à les différencier visuellement. |                 |                       |  |  |  |  |
| Sources : |                 |                       |  |  |  |  |

#### District du Parc-de-la-Montagne–Saint-Raymond (8)
Le conseiller sortant du district du Parc-de-la-Montagne–Saint-Raymond, Marc Bureau, élu comme indépendant lors d'une élection partielle le 23 octobre 2022 avec 61,86 % des voix, ne sollicite pas de deuxième mandat. Il appuie son attaché politique, Serge Lafortune, ancien commissaire à la commission scolaire des Portages-de-l'Outaouais, candidat indépendant pour lui succéder. Isabelle Cousineau, analyste politique en santé publique, est la candidate d'Action Gatineau dans le district.
| | Action Gatineau | Isabelle Cousineau |  |  |  |  |
| | Indépendant     | Serge Lafortune    |  |  |  |  |
| |                 |                    |  |  |  |  |
| Bulletins valides |                 |                    |  |  |  |  |
| Bulletins rejetés, non marqués et refusés |                 |                    |  |  |  |  |
| Taux de participation |                 |                    |  |  |  |  |
| Nombre total d'électeurs admissibles |                 |                    |  |  |  |  |
| Note : Les couleurs attribuées à chacun des candidats, sauf s'ils sont affiliés à un parti, sont basées sur la couleur dominante utilisée dans leur matériel de campagne (affiches, documentation, etc.) ou dans les graphiques de sondage, et servent à les différencier visuellement. |                 |                    |  |  |  |  |
| Sources : |                 |                    |  |  |  |  |

#### District de l'Orée-du-Parc (9)
La conseillère sortante du district de l'Orée-du-Parc, Isabelle N. Miron, réélue en 2021 sous la bannière d'Action Gatineau avec 61.95 % des voix, sollicite un troisième mandat. Vicki Laframboise, orthophoniste, est choisie comme candidate de l'Équipe Mario Aubé dans le district.
| | Équipe Mario Aubé | Vicki Laframboise            |  |  |  |  |
| | Action Gatineau   | Isabelle N. Miron (sortante) |  |  |  |  |
| |                   |                              |  |  |  |  |
| Bulletins valides |                   |                              |  |  |  |  |
| Bulletins rejetés, non marqués et refusés |                   |                              |  |  |  |  |
| Taux de participation |                   |                              |  |  |  |  |
| Nombre total d'électeurs admissibles |                   |                              |  |  |  |  |
| Note : Les couleurs attribuées à chacun des candidats, sauf s'ils sont affiliés à un parti, sont basées sur la couleur dominante utilisée dans leur matériel de campagne (affiches, documentation, etc.) ou dans les graphiques de sondage, et servent à les différencier visuellement. |                   |                              |  |  |  |  |
| Sources : |                   |                              |  |  |  |  |

#### District de Limbour (10)
Le conseiller sortant du district de Limbour, Louis Sabourin, élu en 2021 sous la bannière d'Action Gatineau avec 42,66 % des voix, ne sollicite pas de deuxième mandat. Dérik Maltais, issu du milieu communautaire, est le candidat du parti pour lui succéder. Face à lui, Julie Bélisle, fonctionnaire fédérale, se présente pour l'Équipe Mario Aubé.
| | Équipe Mario Aubé | Julie Bélisle |  |  |  |  |
| | Action Gatineau   | Dérik Maltais |  |  |  |  |
| |                   |               |  |  |  |  |
| Bulletins valides |                   |               |  |  |  |  |
| Bulletins rejetés, non marqués et refusés |                   |               |  |  |  |  |
| Taux de participation |                   |               |  |  |  |  |
| Nombre total d'électeurs admissibles |                   |               |  |  |  |  |
| Note : Les couleurs attribuées à chacun des candidats, sauf s'ils sont affiliés à un parti, sont basées sur la couleur dominante utilisée dans leur matériel de campagne (affiches, documentation, etc.) ou dans les graphiques de sondage, et servent à les différencier visuellement. |                   |               |  |  |  |  |
| Sources : |                   |               |  |  |  |  |

#### District de Touraine (11)
La conseillère sortante du district de Touraine, Tiffany-Lee Norris Parent, élue en 2021 sous la bannière d'Action Gatineau avec 38,43 % des voix, sollicite un deuxième mandat. Face à elle, Ève Karat, femme d'affaires et créatrice de contenu sur les réseaux sociaux, se présente pour l'Équipe Mario Aubé, avant de retirer sa candidature le 11 août 2025. Paul Loyer, ancien commissaire à la commission scolaire des Draveurs, est choisi pour la remplacer.
| | Équipe Mario Aubé | Paul Loyer                           |  |  |  |  |
| | Action Gatineau   | Tiffany-Lee Norris Parent (sortante) |  |  |  |  |
| |                   |                                      |  |  |  |  |
| Bulletins valides |                   |                                      |  |  |  |  |
| Bulletins rejetés, non marqués et refusés |                   |                                      |  |  |  |  |
| Taux de participation |                   |                                      |  |  |  |  |
| Nombre total d'électeurs admissibles |                   |                                      |  |  |  |  |
| Note : Les couleurs attribuées à chacun des candidats, sauf s'ils sont affiliés à un parti, sont basées sur la couleur dominante utilisée dans leur matériel de campagne (affiches, documentation, etc.) ou dans les graphiques de sondage, et servent à les différencier visuellement. |                   |                                      |  |  |  |  |
| Sources : |                   |                                      |  |  |  |  |

#### District de Pointe-Gatineau (12)
Le conseiller sortant du district de Pointe-Gatineau, Mike Duggan, élu comme indépendant en 2021 avec 51,4 % des voix, ne sollicite pas de deuxième mandat. Marc Carrière, conseiller indépendant du district de Masson-Angers durant huit ans, est le candidat de l'Équipe Mario Aubé pour lui succéder. Face à lui, Nicolas Payette-Prévost, issu de Services publics et Approvisionnement Canada, se présente pour Action Gatineau,.
| |                 |                         |  |  |  |  |
| | Action Gatineau | Nicolas Payette-Prévost |  |  |  |  |
| |                 |                         |  |  |  |  |
| Bulletins valides |                 |                         |  |  |  |  |
| Bulletins rejetés, non marqués et refusés |                 |                         |  |  |  |  |
| Taux de participation |                 |                         |  |  |  |  |
| Nombre total d'électeurs admissibles |                 |                         |  |  |  |  |
| Note : Les couleurs attribuées à chacun des candidats, sauf s'ils sont affiliés à un parti, sont basées sur la couleur dominante utilisée dans leur matériel de campagne (affiches, documentation, etc.) ou dans les graphiques de sondage, et servent à les différencier visuellement. |                 |                         |  |  |  |  |
| Sources : |                 |                         |  |  |  |  |

#### District du Carrefour-de-l'Hôpital (13)
La conseillère sortante du district du Carrefour-de-l'Hôpital est Catherine Craig-St-Louis, urbaniste de métier. Élue lors de l'élection partielle du 9 juin 2024 sous la bannière d'Action Gatineau avec 41,76 % des voix, elle brigue un deuxième mandat. Face à elle, Marie-Pier Lacroix, travailleuse communautaire et candidate indépendante à l'élection partielle de 2024 dans ce même district, se présente cette fois pour l'Équipe Mario Aubé.
| | Action Gatineau   | Catherine Craig-St-Louis (sortante) |  |  |  |  |
| | Équipe Mario Aubé | Marie-Pier Lacroix                  |  |  |  |  |
| |                   |                                     |  |  |  |  |
| Bulletins valides |                   |                                     |  |  |  |  |
| Bulletins rejetés, non marqués et refusés |                   |                                     |  |  |  |  |
| Taux de participation |                   |                                     |  |  |  |  |
| Nombre total d'électeurs admissibles |                   |                                     |  |  |  |  |
| Note : Les couleurs attribuées à chacun des candidats, sauf s'ils sont affiliés à un parti, sont basées sur la couleur dominante utilisée dans leur matériel de campagne (affiches, documentation, etc.) ou dans les graphiques de sondage, et servent à les différencier visuellement. |                   |                                     |  |  |  |  |
| Sources : |                   |                                     |  |  |  |  |

#### District du Versant (14)
Le conseiller sortant du district du Versant, Daniel Champagne, réélu en 2021 comme indépendant avec 73,93 des voix, ne sollicite pas de quatrième mandat. Il appuie la candidate d'Action Gatineau, l'architecte Sophie Lamote, pour lui succéder. Face à elle, le commentateur sportif Luc Chénier se présente pour l'Équipe Mario Aubé.
| | Équipe Mario Aubé | Luc Chénier    |  |  |  |  |
| | Action Gatineau   | Sophie Lamothe |  |  |  |  |
| |                   |                |  |  |  |  |
| Bulletins valides |                   |                |  |  |  |  |
| Bulletins rejetés, non marqués et refusés |                   |                |  |  |  |  |
| Taux de participation |                   |                |  |  |  |  |
| Nombre total d'électeurs admissibles |                   |                |  |  |  |  |
| Note : Les couleurs attribuées à chacun des candidats, sauf s'ils sont affiliés à un parti, sont basées sur la couleur dominante utilisée dans leur matériel de campagne (affiches, documentation, etc.) ou dans les graphiques de sondage, et servent à les différencier visuellement. |                   |                |  |  |  |  |
| Sources : |                   |                |  |  |  |  |

#### District de Bellevue (15)
La conseillère sortante du district de Bellevue, Alicia Brunet-Lacasse, élue en 2021 sous la bannière d'Action Gatineau avec 41,88 % des voix, sollicite un deuxième mandat. Face à elle, l'ex-actrice Chloé Bourgeois, devenue gestionnaire de projet et coordonnatrice à la webtélé Gatineau.tv, se présente pour l'Équipe Mario Aubé.
| | Équipe Mario Aubé | Chloé Bourgeois                  |  |  |  |  |
| | Action Gatineau   | Alicia Brunet-Lacasse (sortante) |  |  |  |  |
| |                   |                                  |  |  |  |  |
| Bulletins valides |                   |                                  |  |  |  |  |
| Bulletins rejetés, non marqués et refusés |                   |                                  |  |  |  |  |
| Taux de participation |                   |                                  |  |  |  |  |
| Nombre total d'électeurs admissibles |                   |                                  |  |  |  |  |
| Note : Les couleurs attribuées à chacun des candidats, sauf s'ils sont affiliés à un parti, sont basées sur la couleur dominante utilisée dans leur matériel de campagne (affiches, documentation, etc.) ou dans les graphiques de sondage, et servent à les différencier visuellement. |                   |                                  |  |  |  |  |
| Sources : |                   |                                  |  |  |  |  |

#### District du Lac-Beauchamp (16)
Le conseiller sortant du district du Lac-Beauchamp est Denis Girouard, auparavant directeur général d'un établissement de santé. Élu en 2021 comme indépendant avec 56,18 % des voix, il sollicite un deuxième mandat. Timmy Jutras, adjoint politique du député fédéral Stéphane Lauzon, se présente pour l'Équipe Mario Aubé. Richard Nadeau, député du Bloc québécois dans la circonscription de Gatineau de 2006 à 2011, se présente quant à lui pour Action Gatineau.
| | Indépendant       | Denis Girouard (sortant) |  |  |  |  |
| | Équipe Mario Aubé | Timmy Jutras             |  |  |  |  |
| | Action Gatineau   | Richard Nadeau           |  |  |  |  |
| |                   |                          |  |  |  |  |
| Bulletins valides |                   |                          |  |  |  |  |
| Bulletins rejetés, non marqués et refusés |                   |                          |  |  |  |  |
| Taux de participation |                   |                          |  |  |  |  |
| Nombre total d'électeurs admissibles |                   |                          |  |  |  |  |
| Note : Les couleurs attribuées à chacun des candidats, sauf s'ils sont affiliés à un parti, sont basées sur la couleur dominante utilisée dans leur matériel de campagne (affiches, documentation, etc.) ou dans les graphiques de sondage, et servent à les différencier visuellement. |                   |                          |  |  |  |  |
| Sources : |                   |                          |  |  |  |  |

#### District de la Rivière-Blanche (17)
Le conseiller sortant du district de la Rivière-Blanche est Jean Lessard, réélu en 2021 comme indépendant avec 63,75 % des voix. Sollicitant un quatrième mandat, il se joint à l'Équipe Mario Aubé. Face à lui, l'enseignant Frédéric Morin-Paquette se présente pour Action Gatineau.
| | Équipe Mario Aubé | Jean Lessard (sortant)  |  |  |  |  |
| | Action Gatineau   | Frédéric Morin-Paquette |  |  |  |  |
| |                   |                         |  |  |  |  |
| Bulletins valides |                   |                         |  |  |  |  |
| Bulletins rejetés, non marqués et refusés |                   |                         |  |  |  |  |
| Taux de participation |                   |                         |  |  |  |  |
| Nombre total d'électeurs admissibles |                   |                         |  |  |  |  |
| Note : Les couleurs attribuées à chacun des candidats, sauf s'ils sont affiliés à un parti, sont basées sur la couleur dominante utilisée dans leur matériel de campagne (affiches, documentation, etc.) ou dans les graphiques de sondage, et servent à les différencier visuellement. |                   |                         |  |  |  |  |
| Sources : |                   |                         |  |  |  |  |

#### District de Masson-Angers (18)
Le conseiller sortant du district de Masson-Angers, Mario Aubé, est élu comme indépendant en 2021 avec 58,33 % des voix. Il envisage d'abord solliciter un second mandat comme conseiller du district, avant de se lancer dans la course à la mairie en fondant son propre parti politique, l'Équipe Mario Aubé. Michael Korhonen, fonctionnaire au sein du ministère de la Défense nationale, est le candidat du parti dans le district.
| | Équipe Mario Aubé | Michael Korhonen |  |  |  |  |
| |                   |                  |  |  |  |  |
| |                   |                  |  |  |  |  |
| Bulletins valides |                   |                  |  |  |  |  |
| Bulletins rejetés, non marqués et refusés |                   |                  |  |  |  |  |
| Taux de participation |                   |                  |  |  |  |  |
| Nombre total d'électeurs admissibles |                   |                  |  |  |  |  |
| Note : Les couleurs attribuées à chacun des candidats, sauf s'ils sont affiliés à un parti, sont basées sur la couleur dominante utilisée dans leur matériel de campagne (affiches, documentation, etc.) ou dans les graphiques de sondage, et servent à les différencier visuellement. |                   |                  |  |  |  |  |
| Sources : |                   |                  |  |  |  |  |

#### District de Buckingham (19)
Le conseiller sortant du district de Buckingham, Edmond Leclerc, exerce d’abord la fonction de commissaire à la commission scolaire au Cœur-des-Vallées (CSCV), avant d'être élu comme indépendant avec 55,78 % des voix. Au cours de son mandat, il songe à fonder un parti politique axé sur la création de conseils d’arrondissement avec le conseiller du district d'Aylmer, Steven Boivin, mais y renonce quand ce dernier annonce ne pas se représenter. Briguant un second mandat comme indépendant, Edmond Leclerc affronte Sylvain Tremblay, ancien commissaire à la CSCV et gestionnaire au gouvernement fédéral, candidat de l'Équipe Mario Aubé.
| | Indépendant       | Edmond Leclerc (sortant) |  |  |  |  |
| | Équipe Mario Aubé | Sylvain Tremblay         |  |  |  |  |
| |                   |                          |  |  |  |  |
| Bulletins valides |                   |                          |  |  |  |  |
| Bulletins rejetés, non marqués et refusés |                   |                          |  |  |  |  |
| Taux de participation |                   |                          |  |  |  |  |
| Nombre total d'électeurs admissibles |                   |                          |  |  |  |  |
| Note : Les couleurs attribuées à chacun des candidats, sauf s'ils sont affiliés à un parti, sont basées sur la couleur dominante utilisée dans leur matériel de campagne (affiches, documentation, etc.) ou dans les graphiques de sondage, et servent à les différencier visuellement. |                   |                          |  |  |  |  |
| Sources : |                   |                          |  |  |  |  |